# داستان‌سرایی چندرسانه‌ای

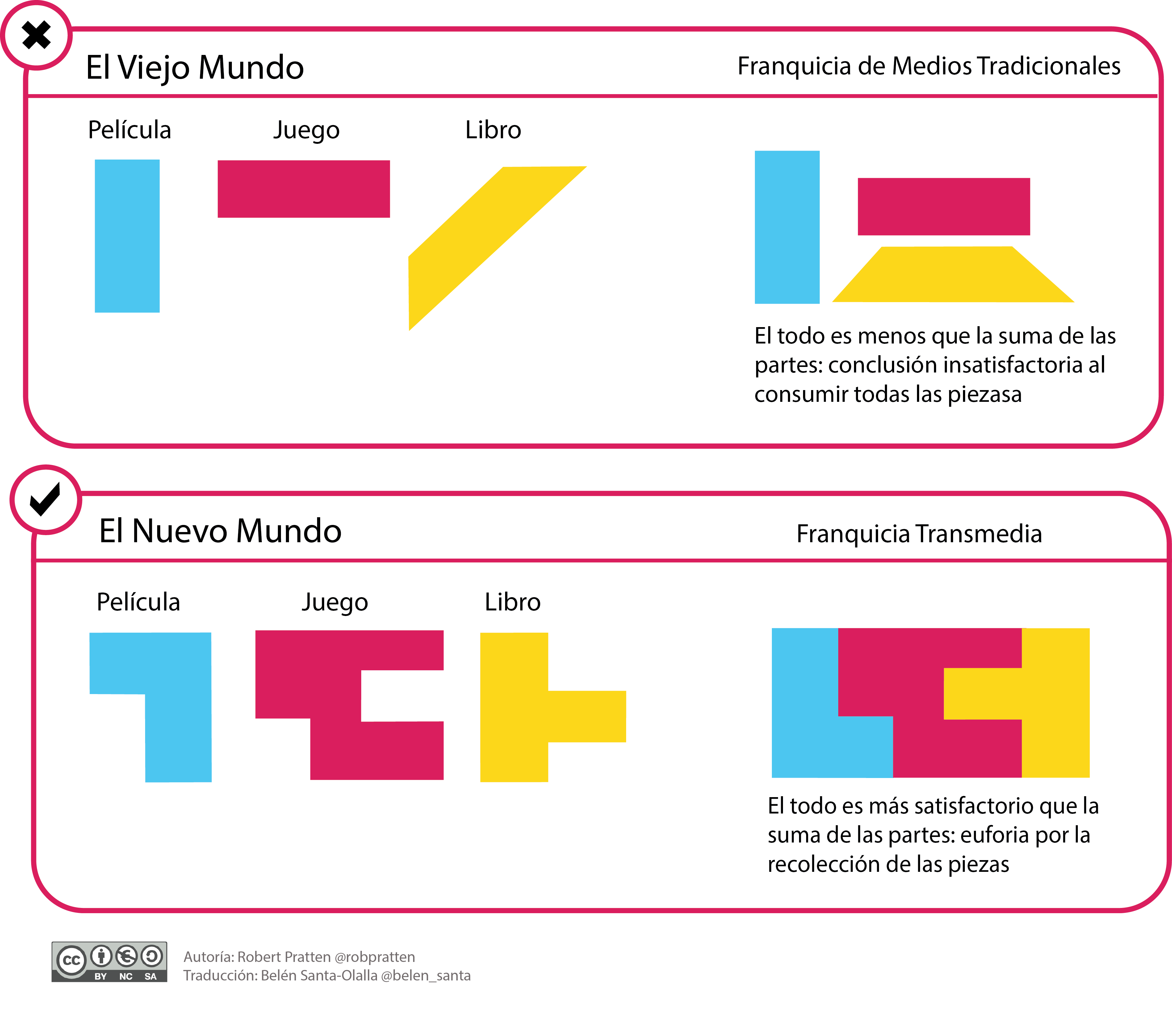
داستان‌سرایی چندرسانه‌ای

داستان‌سرایی چندرسانه‌ایی همچنین با نام‌های شناخته شدهٔ " Transmedia Narrative, Multiplatform Storytelling و Cross-media seriality" شیوه‌ای از روایت یک داستان از طریق رسانه‌های مختلف با شیوه‌های متفاوت با استفاده از فناوری دیجیتال است.
هنری جنکینز نویسنده کتاب اندیشه آفرین همگرایی فرهنگها هشدار می‌دهد که نویسندگان مختلف درک متفاوتی از ترانس مدیا دارند. او می‌گوید که اصطلاح ترانس مدیا فی نفسه به معنی «فرا رسانه» و پدیده‌ای نوظهور است و نباید آن را با ترانس مدیا Cross-platform، ترانس مدیا Media Franchises و مدیا میکس اشتباه گرفت.
از نظر تولید داستان سرایی ترانس مدیا محتوایی را می‌سازد که با استفاده از تکنیک‌های مختلف مخاطب را درگیر و وارد زندگی روزمره او می‌شود. به منظور رسیدن به این تعامل تولیدکننده داستان را در چند رسانه مختلف توسعه داده و در هر رسانه قطعه‌ای از آن را ارائه می‌دهد. این قطعه‌ها ضمن روایت مقطعی از داستان، داستان اصلی را نیز تکمیل می‌کنند. هنری جنکینز در آخرین کتابش نانو برناردو نشان می‌دهد که تلویزیون و تولیدکنندگان فیلم چگونه با استفاده از ترانس مدیا یک سرگرمی تجاری را می‌سازند که می‌تواند به تسخیر مخاطبان جهانی، خوانندگان و کاربران در بسیاری از زمینه‌ها بپردازد.